# Ia Langhammer
Maria Christina Langhammer, känd som Ia Langhammer, född 13 augusti 1962 i Kungsholms församling, Stockholm, är en svensk skådespelare och sångare inom blues, soul och country.

## Biografi
Langhammer studerade vid Teaterhögskolan i Stockholm; efter avslutade studier 1989 har hon varit engagerad vid Stadra Sommarscen, Riksteatern, Norrbottensteatern, Brunnsgatan 4, Dramaten och Radioteatern. 1998  fick hon en Guldbagge för rollen som Berit i Hela härligheten. Langhammer medverkade även i SVT:s TV-serie Häxdansen. Hon spelade fabriksidkerskan fru Blanck i Fröken Frimans krig (2017).
År 1998 tilldelades Langhammer en Guldbagge i kategorin Bästa kvinnliga huvudroll för sin insats i Hela härligheten. Hon har även nominerats i samma kategori 2016 för Flykten till framtiden och 2024 för Tack och förlåt.

### Familj
Ia Langhammer är dotter till jazzmusikern Richard Langhammer och hans hustru Berit, Hon är vidare brorsdotter till fotografen Björn Langhammer samt kusin till professor Birgitta Langhammer och judoutövaren Niki Langhammer.

## Filmografi
- 1993 – Härifrån till Kim
- 1998 – Hela härligheten
- 1998 – Pip-Larssons (TV-serie)
- 1998 – Pistvakt (TV-serie)
- 1998 – S:t Mikael (TV-serie)
- 1999 – En liten julsaga
- 1999 – Hälsoresan – En smal film av stor vikt
- 1999 – Mitt i livet (TV-serie)
- 1999 – Systrar
- 2000 – Brottsvåg (TV-serie)
- 2000 – Låt stå! (TV-serie)
- 2000 – Eva & Adam (TV-serie)
- 2000 – Livet är en schlager
- 2001 – Jordgubbar med riktig mjölk
- 2003 – Fan ta dom
- 2003 – Tur & retur
- 2004 – Graven (TV-serie)
- 2005 – Den bästa av mödrar
- 2005 – Lovisa och Carl Michael
- 2005 – Häktet (TV-serie)
- 2006 – Keillers park
- 2006 – Göta kanal 2 – kanalkampen
- 2006 – Fallet G
- 2006 – Vanya vet
- 2006 – LasseMajas detektivbyrå (TV-serie)
- 2006 – Exit
- 2007 – Hoppet
- 2007 – Beck – Det tysta skriket
- 2008 – Häxdansen (TV-serie)
- 2008 – Allt flyter
- 2009 – De halvt dolda (TV-serie)
- 2009 – Hotell Kantarell (TV-serie)
- 2009 – Wallander – Hämnden
- 2009 – Flickan
- 2009 – Playa del Sol (TV-serie)
- 2010 – Kommissarie Späck
- 2012 – Nobels testamente
- 2012 – Lycka till och ta hand om varandra
- 2012 – Hamilton – Men inte om det gäller din dotter
- 2012 – Torka aldrig tårar utan handskar (TV-serie)
- 2013 – En pilgrims död (TV-serie)
- 2013 – Farliga drömmar
- 2014 – Bamse och tjuvstaden (röst)
- 2014 – Flugparken
- 2015 – I nöd eller lust
- 2016 – Den allvarsamma leken
- 2016 – Flykten till framtiden
- 2016 – Det stora experimentet (TV-serie)
- 2016 – Bamse och häxans dotter (röst)
- 2017 – Syrror (TV-serie)
- 2017 – Fröken Frimans krig (TV-serie)
- 2018 – Gråzon (TV-serie)
- 2018 – Det som göms i snö (TV-serie)
- 2018 – Jägarna (TV-serie)
- 2018 – Bamse och dunderklockan (röst)
- 2019–2021 – Älska mig (TV-serie)
- 2020 – Lyckoviken (TV-serie)
- 2023 – Tack och förlåt
- 2025 – Glaskupan (TV-serie)
- 2025 – Vi dör i natt

## Teater

### Roller (ej komplett)
| År   | Roll             | Produktion                                                           | Regi                  | Teater                   |
| ---- | ---------------- | -------------------------------------------------------------------- | --------------------- | ------------------------ |
| 1997 |                  | Svensson, Svensson Tomas Tivemark, Johan Kindblom och Michael Hjorth | Mikael Ekman          | Chinateatern             |
| 2015 | Madame Germain   | Paraplyerna i Cherbourg Jacques Demy och Michel Legrand              | Alexander Mørk-Eidem  | Kulturhuset Stadsteatern |
| 2022 |                  | Apoteksvaror i Vällingby Martina Montelius                           | Helena Sandström Cruz | Kulturhuset Stadsteatern |
| 2025 | Kikki Danielsson | Du vet ingenting om Kikki Danielsson Martina Montelius               | Martina Montelius     | Teater Brunnsgatan Fyra  |